# Erik Tuxen
Erik Oluf Tuxen (4 juillet 1902 - 28 août 1957) est un leader de big band danois, chef d'orchestre de jazz, compositeur classique et arrangeur. 

## Biographie
Avec Thomas Jensen et Launy Grøndahl, Tuxen est le pionnier des performances et des enregistrements de la musique de Carl Nielsen. Tuxen est également un arrangeur de films prolifique, responsable de la direction musicale de nombreux films danois dans les années 1930 et 1940. Il est également un chef d'orchestre de jazz.
Il donne la première britannique de la Cinquième Symphonie de Nielsen au Festival international d'Édimbourg en 1950 où il fait sensation,. Plus tard cette année-là, il crée l'œuvre sur disque.
De 1936 jusqu'à sa mort d'un cancer le 28 août 1957, il est chef d'orchestre de l'Orchestre symphonique national du Danemark.